# Le Rire de Madame Lin
Pour les articles homonymes, voir Last Laugh.
Pour plus de détails, voir Fiche technique et Distribution.
Le Rire de Madame Lin (Last Laugh) est un film franco-hongkongais réalisé par Zhang Tao, sorti en 2017.
Il est présenté en sélection ACID au Festival de Cannes 2017.

## Synopsis
Dans un village du Shadong, une paysanne âgée fait une chute qui pousse ses enfants à remettre en question sa capacité à vivre de manière autonome. Décidant de son avenir sans son consentement, ils optent pour son placement en hospice. Toutefois, face à une longue liste d'attente, la vieille dame est contrainte de résider temporairement chez chacun de ses enfants. Ce séjour révèle le peu d'empressement de ces derniers à prendre soin d'elle, la forçant à passer de maison en maison. Au fur et à mesure que le film progresse, la santé de la vieille paysanne se détériore, tout comme ses relations avec sa famille. La paysanne finit par développer un rire incontrôlable.

## Fiche technique
- Titre original : Last Laugh
- Titre français : Le Rire de Madame Lin
- Réalisation : Zhang Tao
- Scénario : Zhang Tao
- Photographie : Zhang Tao
- Montage : Isabelle Mayor et Zhang Tao
- Pays d'origine :  France -  Hong Kong
- Format : couleur - 35 mm - Dolby
- Genre : drame
- Date de sortie : 
  -  France : 24 mai 2017 (Festival de Cannes 2017 - sélection ACID), 27 décembre 2017 (sortie nationale)

## Distribution
- Li Fengyun
- Chen Shilan
- Yu Fengyuan